# Ilu-shuma
Ilu-shuma, 32e d'Assur (1915 av. J.-C.-1890 av. J.-C.), durant la période paléo-assyrienne.
Fils et successeur de Shalim-ahum et neveu de Puzur-Assur I, fondateur de sa dynastie, il engagea une opération militaire au centre et au sud de la Mésopotamie mais il fut également un roi bâtisseur (temple d'Ishtar, murs de Assur, travaux de canalisation).  
Son fils, Erishum Ier, lui succéda sur le trône.

## Sources
- Federico Lara Peinado, Diccionario Biográfico del Mundo Antiguo: Egipto y Próximo Oriente, Editorial Aldebarán (1998),  (ISBN 84-88676-42-5)